# Roger Closset
Roger Closset   (10è districte de París, 11 de febrer de 1933 - Rueil-Malmaison, 27 d'octubre de 2020) fou un tirador d'esgrima francès, ja retirat, especialista en floret, que va competir durant la dècada de 1950.
El 1956 va prendre part en els Jocs Olímpics d'Estiu de Melbourne, on guanyà la medalla de plata en la competició de floret per equips del programa d'esgrima. Quatre anys més tard, als Jocs de Roma, fou sisè en la prova de floret individual.
En el seu palmarès també destaquen tres medalles al |Campionat del Món d'esgrima, una d'or i dues de plata, entre les edicions de 1954 i 1958, i dues medalles d'or als Jocs del Mediterrani de 1955.
Una vegada retirat va exercir d'entrenador de la selecció nacional francesa durant 16 anys.